# Logički pozitivizam
Logički pozitivizam filozofski je pravac koji se takođe naziva logički empirizam, koji su prvo zastupali pripadnici tzv. Bečkog kruga, i koji je kombinovao dve osnovne ideje: samo vidljive činjenice je moguće spoznati (osim  a priori tvrdnji kao npr. u matematici i logici) s dubokim uverenjem da će studija filozofskih pitanja dati pozitivne rezultate, ako budu korišteni alati koje su davale formulacije za to razvijene logike. Empirizam je dobio u nasleđe ideje britanskih empirista Džona Loka i Dejvida Hjuma preko Ogista Konta pa do Ernsta Maha, a logiku prvenstveno od Gotloba Fregea, Bertranda Rasela, Rudolfa Karnapa i Ludviga Vitgenštajna. Posebno je značajno delo potonjeg filozofa Logičko-filozofski traktat. Na taj način filozofija je trebalo da da tačne odgovore na način kako su to prirodne nauke i matematika postigli.
Ovaj pokret koji je cvetao u nekoliko evropskih centara tokom 1930-ih, nastojao je da spreči konfuziju ukorenjenu u nejasnim i nepotvrđenim tvrdnjama kojima se pretvara filozofija u „naučnu filozofiju”, koja bi prema logičkim pozitivistima trebalo da sadrži osnove i strukture empirijskih nauka, kao što je  generalna teorija relativnosti Alberta Ajnštajna.  Uprkos svojoj ambiciji da preispita filozofiju proučavajući i oponašajući postojeće ponašanje empirijske nauke, logički pozitivizam je postao pogrešno stereotipan kao pokret za regulisanje naučnog procesa i postavljanje strogih standarda na njega.
Nakon Drugog svetskog rata, pokret se preorjentisao na blažu varijantu, logički empirizam, uglavnom predvođen Karlom Hempelom, koji je tokom uspona nacizma emigrirao u Sjedinjene Države. U narednim godinama, centralni stavovi pokreta, još uvek nerešeni, bili su energetično kritikovani od strane vodećih filozofa, posebno Kvajna i Popera, ali čak i unutar samog pokreta, od Hempela. Do 1960. godine pokret je presahnuo. Uskoro nakon toga, objavljivanje prekretničke knjige Tomasa Kuna, Struktura naučnih revolucija, dramatično je pomerilo fokus akademske filozofije. Do tog vremena je neopozitivizam bio „mrtav, ili mrtav kao što filozofski pokret ikada može postati”.

## Logički pozitivizam
Imanuel Kant je moć rasuđivanja podelio na analitičke, sintetičke, kao i na a priori i a posteriori. Prema Kantu mogu postojati sintetička „a priori rasuđivanja”. Primer su matematičke tvrdnje. Frege je prihvatio Kantovu podelu, ali je odbacio stav da postoje sintetička „a priori rasuđivanja”. Prema Fregeu, matematika je logika, i njen učinak je da su matematičke tvrdnje analitički a priori. Ostali logički pozitivisti prihvataju uglavnom Fregeove ideje u okvirima matematike i logicizma da je rasuđivanje ili analitičko a priori ili sintetičko a posteriori. Nešto treće, sintetičko a priori, što se moglo naći kod Kanta, nije prihvaćeno.
Iz Vitgenstajnovog traktata su dve ideje utelovljene u logički pozitivizam: učenje da su sve smislene izjave istinite funkcije sastavljene od osnovnih tvrdnji i percepcije filozofije kao kritike jezika. Vitgenstajnova teorija značenja razrađena je u princip verifikacije; jedna tvrdnja je smislena ako i samo ako se može pokazati kao istinita ili lažna na temelju pojedinačnih opažanja (ako to nije logička ili matematička istina). Ovaj kriterijum, međutim, ima niz problema koji su sažeti u Karl Hempelovom delu Problemi i promene u empirijskim kriterijima značenja. Na primer, tvrdnja da su „svi labudovi beli” je problematična, jer da bi se pokazala istinitom moraju se postojeći labudovi ispitati. Drugi problem je taj što princip verifikacije niti je analitički niti sintetički, i prema svojim kriterijima je besmislen.
Vitgenstajnovu ideju o filozofiji kao kritici jezika, koju je on uglavnom preuzeo od Fregea, pozitiviisti tumače „kroz filozofske jasne tvrdnje, koje nauka verifikuje”. U potonjem slučaju radi se o istinitosti tvrdnji, a u prvom šta tvrdnje zaista znače (Moric Šlik u prvom broju časopisa bečkog kruga Erkenntnis). Akademija se mogla podeliti na deo koji se bavio sintetičkim stvarima: empiristi (prirodni naučnici, sociolozi, istoričari, itd.), i na a prioriste (filozofe, logičare i matematičare). Zadatak ovih poslednih bio je da istraže kako svet izgleda, jer se to prema logičkim pozitivistima nije moglo ostvariti sa a priori metodama.

## Napuštanje ideje logičkog pozitivizma
Nekoliko činioca dovodi do „pada” logičkog pozitivizma. Jednan činilac bila je kritika unutar paradigme kakvu je Hempel sprovodio.
U tipičnom analitičko-filozofskom duhu pokušavalo se bezuspešno decenijama da se izvedu zadovoljavajući kriterijumi i na kraju je bilo sve više onih koji su odustajali od ideje.
Važnu ulogu odigrao je jedan drugi filozof, koji je pripadalo logičkim pozitivistima: Vilard van Orman Kvajn, najpoznatiji učenik Rudolfa Karnapa. Kvajn je tvrdio u svom poznatom eseju iz 1951. „Dve dogme o empirizmu” („Two Dogmas of Empiricism”), da se razlika između sintetičkih i analitičkih tvrdnji ne može jasno održati. Ovaj način razmišljanja stavlja ideju o logičkom pozitivizmu pred svršen čin: npr. stroga podela na filozofe i nefilozofe je neodrživa. Iz toga naravno sledi da se smisao pozitivističkog kriterijuma ne može prihvatiti. Treći činilac bio je sam Vitgenstajn, koji je tokom 1930-ih i 1940-ih razvio novu filozofiju koja je bila u protivnosti sa traktatom i još više prema logičkom pozitivizmu.

## Literatura
- Bechtel, William (1988). Philosophy of Science: An Overview for Cognitive Science. Hillsdale NJ: Lawrence Erlbaum Assoc..
- Friedman, Michael (1999). Reconsidering Logical Positivism. New York: Cambridge University Press. ISBN 978-0-521-62476-3..
- . Cambridge UK: Cambridge University Press. 30. 9. 1988 https://books.google.com/books?id=UUGbAAAAQBAJ&q=positivism. Недостаје или је празан параметар |title= (помоћ).
- Stahl, William A  & Robert A Campbell, Yvonne Petry, Gary Diver (2002). Webs of Reality: Social Perspectives on Science and Religion. Piscataway NJ: Rutgers University Press. ISBN 978-0-8135-3107-6..
- . Urbana IL: University of Illinois Press. 1977 https://books.google.com/books?id=SpvZsxCA0TIC&q=positivism. Недостаје или је празан параметар |title= (помоћ), 2nd edn .
- Achinstein, Peter and Barker, Stephen F. (1969). The Legacy of Logical Positivism: Studies in the Philosophy of Science. Baltimore: Johns Hopkins Press..
- Ayer, Alfred Jules. (1959). Logical Positivism. Glencoe, Ill: Free Press..
- Barone, Francesco. (1986). Il neopositivismo logico. Roma Bari: Laterza..
- Bergmann, Gustav. (1954). The Metaphysics of Logical Positivism. New York: Longmans Green..
- Cirera, Ramon. (1994). Carnap and the Vienna Circle: Empiricism and Logical Syntax. Atlanta, GA: Rodopi. ISBN 90-5183-724-0..
- Edmonds, David & Eidinow, John. Wittgenstein's Poker. ISBN 0-06-621244-8.,
- Friedman, Michael. (1999). Reconsidering Logical Positivism. Cambridge, UK: Cambridge University Press.
- Gadol, Eugene T. (1982). Rationality and Science: A Memorial Volume for Moritz Schlick in Celebration of the Centennial of his Birth. Wien: Springer..
- Geymonat, Ludovico (1934). La nuova filosofia della natura in Germania.. Torino,
- Giere, Ronald N. and Richardson, Alan W. (1997). Origins of Logical Empiricism. Minneapolis: University of Minnesota Press. ISBN 978-1-4529-0103-9..
- Hanfling, Oswald (1981). Logical Positivism. Oxford: B. Blackwell.,
- Holt, Jim, "Positive Thinking" (review of Karl Sigmund, Exact Thinking in Demented Times: The Vienna Circle and the Epic Quest for the Foundations of Science. Basic Books. 2017. ISBN 978-0-465-09695-4., 449 pp.). The New York Review of Books. LXIV (20): 74—76. 21. 12. 2017. Недостаје или је празан параметар |title= (помоћ).
- Jangam, R. T. (1970). Logical Positivism and Politics. Delhi: Sterling Publishers..
- Janik, Allan and Toulmin, Stephen. (1973). Wittgenstein's Vienna. London: Weidenfeld and Nicolson..
- Kraft, Victor. The Vienna Circle (1953). The Origin of Neo-positivism, a Chapter in the History of Recent Philosophy. New York: Greenwood Press..
- McGuinness, Brian (1979). Wittgenstein and the Vienna Circle: Conversations Recorded by Friedrich Waismann.. Trans. by Joachim Schulte and Brian McGuinness. New York: Barnes & Noble Books,
- Milkov, Nikolay (ed.). Die Berliner Gruppe. Texte zum Logischen Empirismus von Walter Dubislav, Kurt Grelling, Carl G. Hempel, Alexander Herzberg, Kurt Lewin, Paul Oppenheim und Hans Reichenbach. Hamburg: Meiner.2015. (German)
- Mises von, Richard. (1951). Positivism: A Study in Human Understanding. Cambridge: Harvard University Press..
- Parrini, Paolo (1983). Empirismo logico e convenzionalismo: saggio di storia della filosofia della scienza. Milano: F. Angeli.,
- Parrini, Paolo; Salmon, Wesley C.; Salmon, Merrilee H. (ed.) Logical Empiricism – Historical and Contemporary Perspectives. Pittsburgh: University of Pittsburgh Press,.2003.
- Reisch, George. (2005). How the Cold War Transformed Philosophy of Science : To the Icy Slopes of Logic. New York: Cambridge University Press..
- Rescher, Nicholas. (1985). The Heritage of Logical Positivism. Lanham, MD: University Press of America..
- Richardson, Alan and Thomas Uebel (eds.) The Cambridge Companion to Logical Positivism. New York: Cambridge University Press,.2007.
- Salmon, Wesley and Wolters, Gereon (ed.) Logic, Language, and the Structure of Scientific Theories: Proceedings of the Carnap-Reichenbach Centennial, University of Konstanz, 21–24 May 1991. Pittsburgh: University of Pittsburgh Press,.1994.
- Sarkar, Sahotra (ed.) (1996). The Emergence of Logical Empiricism: From 1900 to the Vienna Circle. New York: Garland Publishing. ISBN 978-0-8153-2262-7..
- Sarkar, Sahotra (ed.) Logical Empiricism at its Peak: Schlick, Carnap, and Neurath. New York: Garland Pub., 1996.
- Sarkar, Sahotra (ed.) Logical Empiricism and the Special Sciences: Reichenbach, Feigl, and Nagel. New York: Garland Pub., 1996.
- Sarkar, Sahotra (ed.) Decline and Obsolescence of Logical Empiricism: Carnap vs. Quine and the Critics. New York: Garland Pub., 1996.
- Sarkar, Sahotra (ed.) The Legacy of the Vienna Circle: Modern Reappraisals. New York: Garland Pub., 1996.
- Spohn, Wolfgang (ed.) Erkenntnis Orientated: A Centennial Volume for Rudolf Carnap and Hans Reichenbach, Boston: Kluwer Academic Publishers, 1991.
- Stadler, Friedrich (2015). The Vienna Circle. Studies in the Origins, Development, and Influence of Logical Empiricism. New York: Springer. Спољашња веза у |title= (помоћ), 2001. – 2nd Edition: Dordrecht: Springer,
- Stadler, Friedrich (ed.). The Vienna Circle and Logical Empiricism. Re-evaluation and Future Perspectives. Dordrecht – Boston – London, Kluwer 2003.
- Werkmeister, William (maj 1937). „Seven Theses of Logical Positivism Critically Examined”. The Philosophical Review. 46 (3): 276—297. JSTOR 2181086. doi:10.2307/2181086.

## Spoljašnje veze
Članci logičkih pozitivista
- The Scientific Conception of the World: The Vienna Circle
- Carnap, Rudolf. 'The Elimination of Metaphysics Through Logical Analysis of Language' (PDF), Архивирано из оригинала (PDF) 22. 07. 2012. г., Приступљено 23. 06. 2019
- Carnap, Rudolf. 'Empiricism, Semantics, and Ontology.'
- Excerpt from Carnap, Rudolf. Philosophy and Logical Syntax.
- Feigl, Herbert. 'Positivism in the Twentieth Century (Logical Empiricism)', Dictionary of the History of Ideas, 1974, Gale Group (Electronic Edition)
- Hempel, Carl. 'Problems and Changes in the Empiricist Criterion of Meaning.'

Članci o logičkom pozitivizmu
- Creath, Richard. „Logical Empiricism”.  Ур.: Zalta, Edward N. Stanford Encyclopedia of Philosophy.
- Kemerling, Garth. 'Logical Positivism', Philosophy Pages
- Murzi, Mauro. 'Logical Positivism', The New Encyclopedia of Unbelief, Tom Flynn (ed.). Prometheus Books, 2007 (PDF version)
- Murzi, Mauro. 'The Philosophy of Logical Positivism.'
- Passmore, John. 'Logical Positivism', The Encyclopedia of Philosophy, Paul Edwards (ed.). New York: Macmillan, 1967, first edition

Članci o srodnim filozofskim temama
- Hájek, Alan. 'Interpretations of Probability', The Stanford Encyclopedia of Philosophy (Summer 2003 Edition), Edward N. Zalta (ed.)
- Rey, Georges. 'The Analytic/Synthetic Distinction', The Stanford Encyclopedia of Philosophy (Fall 2003 Edition), Edward N. Zalta (ed.)
- Ryckman, Thomas A., 'Early Philosophical Interpretations of General Relativity', The Stanford Encyclopedia of Philosophy (Winter 2001 Edition), Edward N. Zalta (ed.)
- Woleński, Jan. 'Lvov-Warsaw School', The Stanford Encyclopedia of Philosophy (Summer 2003 Edition), Edward N. Zalta (ed.)
- Woodward, James. 'Scientific Explanation', The Stanford Encyclopedia of Philosophy (Summer 2003 Edition), Edward N. Zalta (ed.)